# Bradamante d'Este
Bradamante d'Este (1548 circa – Ferrara, 16 marzo 1632) è stata una nobildonna italiana.

## Biografia
Figlia naturale di Francesco d'Este, nel 1575 sposò Ercole Bevilacqua, conte di Maccastorna e cameriere segreto e consigliere di Stato e di guerra del duca di Ferrara Alfonso II d'Este. 
Quale dote portò al marito la tenuta detta delle Arioste a Bagnolo di Po, che traeva il proprio nome dalla famiglia Ariosti che l'avevano edificata.
Nel 1590 gli sposi si separarono temporaneamente poiché ad Ercole Bevilacqua venne intimato di lasciare Ferrara a causa delle ire scatenate da Ercole Trotti, per essersi il Bevilacqua invaghito di moglie di questi, Anna Guarini, cantante di corte. 
Il Bevilacqua si stabilì a Sassuolo e rientrò in città nel 1598, solo dopo la morte del duca Alfonso, con la devoluzione di Ferrara allo Stato Pontificio, grazie anche ai favori del parente cardinale Bonifazio Bevilacqua Aldobrandini. Bradamante però non seguì mai il marito - che fra l'altro fu accusato (pare ingiustamente) di avere tentato di avvelenarla.
Morì nel 1632 e le furono tributati funerali solenni nella Chiesa del Gesù a Ferrara.
Aveva destinato la tenuta delle Arioste alla nipote Anna Maria, figlia del defunto figlio Ernesto, marchese di Bismantova e dalla contessa Felice Sassatelli; tuttavia la giovane, promessa sposa a Alessandro II Gonzaga, conte di Novellara, morì prematuramente di peste nel febbraio 1630.
La tenuta fu quindi ereditata dalla madre di lei che nel frattempo si era sposata in terze nozze con Torquato II Conti. Felice Sassatelli ne dispose il lascito al convento che la Compagnia di Gesù aveva istituito a Ferrara ma tale testamento fu impugnato dal terzo marito che riuscì a ottenere la proprietà del bene.

## Discendenza
Bradamante ed Ercole ebbero dodici figli:
- Ernesto (24 agosto 1578-4 dicembre 1624), militare al servizio degli Estensi, 1º Marchese di Bismantova e conte di Maccastorna; sposò nel 1601 Felice Sassatelli, vedova Pratonieri; l'unica figlia della coppia, Anna Maria, fu promessa sposa di Alessandro II Gonzaga di Novellara, ma morì prima delle nozze;
- Carlo (11 ottobre 1579-1640), frate cappuccino;
- Eleonora (29 ottobre 1580-in tenera età);
- Francesco (5 febbraio 1585-12 settembre 1629), militare al servizio degli Estensi, 2º Marchese di Bismantova e conte di Maccastorna, sposò Dejanira Hercolani ed ebbe discendenza;
- Lucrezia (10 ottobre 1587-agosto 1608), sposò il conte Fabio Scotti Douglas di Vigoleno;
- Alessandro (9 ottobre 1588-1606), conte di Maccastorna;
- Camillo (19 gennaio 1590-1593), conte di Maccastorna;
- Sigismondo (10 dicembre 1591-1607), cavaliere dell'Ordine di Malta;
- Eleonora (1593-?), monaca;
- Camilla (12 ottobre 1595-?);
- Camillo (21 febbraio 1597-1645), conte di Maccastorna e militare al servizio degli Estensi, sposò Isabella Molza dei conti di Felino;
- Margherita, monaca.

## Ascendenza
|                   |   |                      | Genitori                  |  |  | Nonni |  |  | Bisnonni        |  |  | Trisnonni          |  |
|                   |   |                      |                           |  |  |       |  |  | Ercole I d'Este |  |  | Niccolò III d'Este |  |
|                   |   |                      |                           |  |  |       |  |  | Ercole I d'Este |  |  | Niccolò III d'Este |  |
|                   |   | Ricciarda di Saluzzo |                           |  |  |       |  |  | Ercole I d'Este |  |  |                    |  |
| Alfonso I d'Este  |   |                      |                           |  |  |       |  |  | Ercole I d'Este |  |  |                    |  |
|                   |   | Eleonora d'Aragona   | Ferdinando I di Napoli    |  |  |       |  |  |                 |  |  |                    |  |
|                   |   | Eleonora d'Aragona   | Ferdinando I di Napoli    |  |  |       |  |  |                 |  |  |                    |  |
|                   |   | Eleonora d'Aragona   | Isabella di Chiaromonte   |  |  |       |  |  |                 |  |  |                    |  |
| Francesco d'Este  |   | Eleonora d'Aragona   |                           |  |  |       |  |  |                 |  |  |                    |  |
|                   |   | Rodrigo Borgia       | Jofré Llançol i Escrivà   |  |  |       |  |  |                 |  |  |                    |  |
|                   |   | Rodrigo Borgia       | Jofré Llançol i Escrivà   |  |  |       |  |  |                 |  |  |                    |  |
|                   |   | Rodrigo Borgia       | Isabel Borja y Cavanilles |  |  |       |  |  |                 |  |  |                    |  |
| Lucrezia Borgia   |   | Rodrigo Borgia       |                           |  |  |       |  |  |                 |  |  |                    |  |
|                   |   | Vannozza Cattanei    | …                         |  |  |       |  |  |                 |  |  |                    |  |
|                   |   | Vannozza Cattanei    | …                         |  |  |       |  |  |                 |  |  |                    |  |
|                   |   | Vannozza Cattanei    | …                         |  |  |       |  |  |                 |  |  |                    |  |
| Bradamante d'Este |   | Vannozza Cattanei    |                           |  |  |       |  |  |                 |  |  |                    |  |
|                   | … | …                    |                           |  |  |       |  |  |                 |  |  |                    |  |
|                   | … | …                    |                           |  |  |       |  |  |                 |  |  |                    |  |
|                   | … | …                    |                           |  |  |       |  |  |                 |  |  |                    |  |
| …                 | … |                      |                           |  |  |       |  |  |                 |  |  |                    |  |
|                   |   | …                    | …                         |  |  |       |  |  |                 |  |  |                    |  |
|                   |   | …                    | …                         |  |  |       |  |  |                 |  |  |                    |  |
|                   |   | …                    | …                         |  |  |       |  |  |                 |  |  |                    |  |
| …                 |   | …                    |                           |  |  |       |  |  |                 |  |  |                    |  |
|                   |   | …                    | …                         |  |  |       |  |  |                 |  |  |                    |  |
|                   |   | …                    | …                         |  |  |       |  |  |                 |  |  |                    |  |
|                   |   | …                    | …                         |  |  |       |  |  |                 |  |  |                    |  |
| …                 |   | …                    |                           |  |  |       |  |  |                 |  |  |                    |  |
|                   |   | …                    | …                         |  |  |       |  |  |                 |  |  |                    |  |
|                   |   | …                    | …                         |  |  |       |  |  |                 |  |  |                    |  |
|                   |   | …                    | …                         |  |  |       |  |  |                 |  |  |                    |  |
|                   |   | …                    |                           |  |  |       |  |  |                 |  |  |                    |  |